# Cephalodella dorystoma
Cephalodella dorystoma är en hjuldjursart som beskrevs av Myers 1934. Cephalodella dorystoma ingår i släktet Cephalodella och familjen Notommatidae. Inga underarter finns listade i Catalogue of Life.